# 中華民國募兵制
中華民國募兵制係指為使中華民國國軍全體官兵皆由招募而來的志願役組成的臺灣兵役制度改革，其由中華民國政府自2000年開始研議至於2018年12月執行完畢。然因憲法中將兵役規定為國民義務，事實上相關徵兵制度並未廢除；但是經由徵集而來的合格義務役男則在完成軍事訓練後返回民間，不進入部隊服役，故該制度亦稱為「募徵併行」。
然而由於近年國際局勢變化，中華民國政府於2022年12月公佈「強化全民國防兵力結構調整方案」預計於2024年1月起恢復常備兵役現役徵集，屆時臺灣兵役制度又將回到徵兵制。

## 沿革
募兵制在《國軍軍語釋要》中解釋為：「募兵制即志願兵制，其特質為國家與服役者間為法律契約關係。服役之動機係基於獲得報酬，以軍人為職業，對國家無服役義務與責任，服役者亦不限於本國國民」。
1956年時，參考美軍與日本顧問意見修改的《兵役法》，訂出軍士官以志願考選，士兵以屆齡徵集為主的兵役制度。而此期間尚無關於志願役士兵的募兵法源；直至1959年的《志願士兵服役條例》開始，才有讓中華民國國民志願入營或留營服役的法律依據，但由於士兵兵員充足，基本上志願役士兵在中華民國國軍士兵中的歷年占比一直很低。
因為2000年修正的《兵役法》以及時任中華民國總統陳水扁當選政見下，中華民國國防部才正式成立專案小組，進行有關志願役士兵的招募規劃與評估；2003年，中華民國立法院通過志願士兵服役條例修正案，正式確立以志願役為主，義務役為輔的制度，並預定在2017年達到全志願役的目標，即全募兵制。
2005年，再度修正兵役法與志願士兵服役條例，擴大招募範圍，只要是高級中等學校以上學歷的屆齡男女都可報名，並提高志願役的薪資。
目前志願役薪資為（2022）：二等兵：35,320元、一等兵：37,040元、上等兵：38,770元。服役於東沙加給12,000元、南沙加給20,000元，另外馬祖、澎湖、金門外島分成三級加給，一級離島7,700元，二級離島8,730元，第三級9,790元，戰鬥單位額外加給3,000－5,000元。
2011年，由於所徵收兵員不足，時任總統馬英九宣佈2013年全募兵制跳票，遭到在野民主進步黨全面痛批將引發民怨。遂於2012年1月2日中華民國行政院核定「募兵制實施計畫」後，由國防部展開「募兵制」的執行驗證工作。最後行政院核定展延進程至2016年。 
2018年1月1日起，開始實施完全募兵制，非志願役而達到役齡的常備役男性則改服4個月軍事訓練役（訓期改前5週新兵基本訓，後11週初級至中級專長訓，無須下部隊，仍會抽籤分配至外島受訓）；另外，一般替代役役期從1年又15天縮短至6個月，研發及產業儲訓替代役役期則由3年縮短至1年半 。
在2020年後，鑑於近年美國意見、恢復徵兵民調領先、中國軍事壓力大增，國防部預計2022年底公告民國95年（公元2006年）以後出生的役齡男子恢復1年制軍事訓練役，並於2024年1月1日正式實施。
2022年12月27日，總統蔡英文正式宣布含2005年及以後出生的役齡男子恢復1年制軍事訓練役，並調整訓練內容。

## 歷年成果

### 募兵計劃啟動
2001年，時任總統陳水扁指示施行廢除徵兵改募兵的政見，行政院責成國防部正式成立專案小組，進行有關招募評估。

### 募兵實驗營
2002年，時任中華民國國防部部長湯曜明在立法院報告時，首度透露將研擬指職士兵的甄選辦法；2003年，開始試辦指職士兵募兵營，當時選定中華民國陸軍天弓飛彈、中華民國海軍陸戰隊步兵、中華民國空軍修補大隊各一個營，共三梯次，成效如下：
| 區分     | 陸軍天弓飛彈營 | 海軍陸戰隊步兵營 | 空軍修補大隊 | 合計 |
| -------- | -------------- | ---------------- | ------------ | ---- |
| 需求人數 | 201            | 335              | 111          | 647  |
| 獲得人數 | 63             | 194              | 71           | 328  |
| 不足數   | 138            | 141              | 40           | 319  |
| 達成率   | 31%            | 58%              | 64%          | 51%  |

- 當中有超過5成是志願留營，非新兵，後放寬錄取，獲得數增為367人，獲得率增為57%，但最後僅有271人核定轉服，達成率為46%。

### 擴大辦理
募兵制初期的成果並不理想，於是在2004年11月，行政院院會組成『兵役制度全面檢討改進推動小組』。在該小組指導下，國防部與內政部完成『現行兵役制度檢討改進方案』（簡稱『兵改方案』），並於2005年1月通過擴大招募的方針，最終目標為達到全志願役士兵。
| 年份 | 需求人數 | 獲得人數 | 獲得%  |
| ---- | -------- | -------- | ------ |
| 2004 | 376      | 98       | 26%    |
| 2005 | 6,561    | 6,644    | 101%   |
| 2006 | 11,068   | 10,145   | 92%    |
| 2007 | 15,249   | 17,224   | 113%   |
| 2008 | 13232*   | 9,267    | 70%    |
| 2009 | 14,377   | 10,303   | 72%    |
| 2010 | 25,000   | 15,000   | 60%    |
| 2011 | 11,490   | 6,500    | 57%    |
| 2012 | 15,311   | 11,069   | 72%    |
| 2013 | 28,531   | 10,942   | 38%    |
| 2014 | 10,557   | 15,024   | 142%   |
| 2015 | 14,000   | 18,550   | 132%   |
| 2016 | 15,000   | 16,880   | 112.5% |

1. 2008年需求數為推算值，根據2003-2008年總需求人數47,133人減去其他各年得出
2. 2016年統計[13][14]

2018年10月國防部統計，扣除維持員額（學生、入伍、受訓、住院調療及留職停薪）1萬9千人及文職、聘雇（8,000人），志願役總人數達到全軍81%（15萬3,000人），目前國軍目標提升志願役官兵比率至全軍90％（16萬9,000人），1994年後出生役男仍需服軍事訓練役。

## 反對質疑
中華民國海軍備役中將、前海軍副參謀長蘭寧利是募兵制最全力反對者之一，認為國軍的募兵制是重大戰略錯誤，是藍綠兩黨討好選舉的產物，募兵的結局就是潰不成軍最後只能向解放軍乞和。
2018年海軍推出年曆，上面主打女性軍官以模特姿勢和髮型拍宣傳照，蘭寧利大表不滿痛批不倫不類不符軍規，披頭散髮如何在充滿機械的軍艦上活動，其中也有民間模特穿上軍裝冒充軍人拍照，像選美或秀場賣藝，其認為「討好和騙術只會換得更大的瞧不起」認為募兵來的都會是是弱不經風的媽寶。
前國防部聯三作戰次長吳斯懷認為，簡單的小學數學都能算出募兵制下場，卻全社會討論二十年紛擾還形成政策，匪夷所思，全台以1999年至2002年這四年出生的男嬰數量總和，推估潛在兵源大約是57萬2000餘名，要維持21萬5000的兵力規模，等於不到三人就有一人要自願去當兵，這是誰都知道不可能的天方夜譚，一樣是少子化的日本有1億2千萬人，給更高的薪水且基本上國情戰爭風險低，才募集到24萬自衛隊員，照數據推算募兵下場就是有一天國軍只剩6萬人，因為軍人不是終身綁定會有退伍會有自願離開，中壯世代幾年後終究會多數離開。